# 物見峠
 物見峠 （ものみとうげ）は、岐阜県御嵩町の旧中山道にある峠。

## 概要
細久手宿（江戸方）と御嵩宿（京方）の間にある峠。細久手宿から鴨之巣一里塚、くじあげ坂、津橋を経て諸の木坂を登った地点。付近に馬の水飲み場跡、御殿場跡がある。物見峠から十本木立場、十本木一里塚、謡坂の石畳、西坂、牛の鼻欠け坂を経て御嵩宿に至る。京都へ向かう中山道はここを越えると道中の大きな山越えは一段落し平野部に移る。江戸へ向かうには本格的な山道の入口にあたる。

## 参考資料
1. ↑  八木牧夫「ちゃんと歩ける中山道六十九次(西)」山と渓谷社p.64-67

北緯35度25分44秒 東経137度10分56秒 / 北緯35.42889度 東経137.18222度座標: 北緯35度25分44秒 東経137度10分56秒 / 北緯35.42889度 東経137.18222度